# Ragna

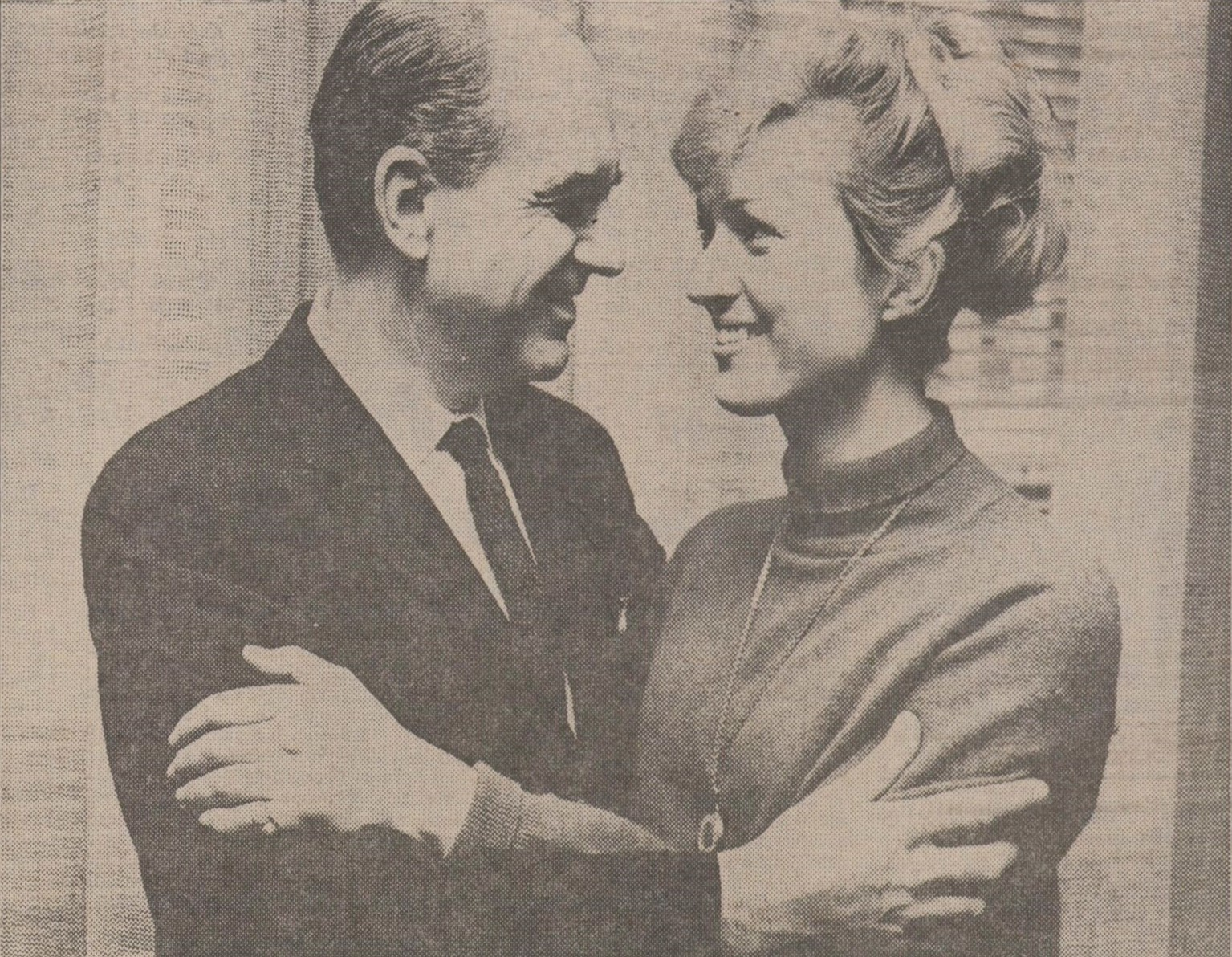
Ragna Nyblom, 1968.

Ragna är ett kvinnonamn med nordiskt ursprung. Det är femininformen av Ragnar, eller en kortform av andra kvinnonamn som börjar på Ragn, exempelvis Ragnhild. Ragn (fornisländska regin) betyder "gudamakt" eller möjligtvis "råd".
Namnet är mycket ovanligt, både bland unga och äldre.
Den 31 december 2012 fanns det totalt 1 102 personer i Sverige med namnet Ragna, varav 560 med det som förstanamn/tilltalsnamn.
År 2003 fick 3 flickor namnet, men ingen fick det som tilltalsnamn.
Namnsdag: i Sverige 1 oktober (sedan 1986). I den finlandssvenska namnsdagslängden har Ragna namnsdag 15 juli sedan 1989. Före det hade Ragna namnsdag 4 november 1950–1988.

## Personer med namnet Ragna
- Ragna Ahlbäck, finländsk etnolog och arkivarie
- Ragna Breda, norsk skådespelerska
- Ragna Nyblom, programpresentatör